# Kevin Westgarth
Kevin Westgarth (* 7. Februar 1984 in Amherstburg, Ontario) ist ein kanadischer Eishockeyspieler, der seit Oktober 2014 bei den Belfast Giants in der britischen Elite Ice Hockey League unter Vertrag stand. Sein Bruder Brett war ebenfalls ein professioneller Eishockeyspieler.

## Karriere
Kevin Westgarth begann seine Karriere als Eishockeyspieler an der Princeton University, die er von 2003 bis 2007 besuchte, während er parallel für deren Eishockeymannschaft in der National Collegiate Athletic Association spielte. Am 16. März 2007 unterschrieb der Flügelspieler einen Vertrag als Free Agent bei den Los Angeles Kings, für deren Farmteam Manchester Monarchs aus der American Hockey League er gegen Ende der Saison 2006/07 sein Debüt im professionellen Eishockey gab. In den folgenden drei Spielzeiten war er ebenfalls Stammspieler bei den Monarchs in der AHL, wobei er in der Saison 2008/09 parallel für die Los Angeles Kings zu seinen ersten neun Einsätzen in der National Hockey League kam. In der Saison 2010/11 verbrachte der Kanadier erstmals eine gesamte Spielzeit in der NHL und bereitete für die LA Kings in insgesamt 62 Spielen fünf Tore vor. In der Spielzeit 2011/12 gewann er mit den Los Angeles Kings erstmals den Stanley Cup und wurde auf dem Pokal verewigt, obwohl er nur 25 Spiele in der regulären Saison absolviert hatte. Im Januar 2013 wurde Westgarth im Austausch für Anthony Stewart, einem Viertrunden-Wahlrecht im NHL Entry Draft 2013 und einem Sechstrunden-Wahlrecht im NHL Entry Draft 2014 zu den Carolina Hurricanes transferiert. Am 30. Dezember wurde er noch im selben Jahr gegen Greg Nemisz zu den Calgary Flames getauscht.
Bei den Flames wurde sein Vertrag am Ende der Saison 2013/14 nicht verlängert, sodass er fortan als Free Agent auf der Suche nach einem neuen Arbeitgeber war. Diesen fand er Ende Oktober 2014 in den Belfast Giants aus der britischen Elite Ice Hockey League.

## Erfolge und Auszeichnungen
- 2012 Stanley-Cup-Gewinn mit den Los Angeles Kings

## Statistik
Stand: Ende der Saison 2013/14